# Jasmin Duehring
Jasmin Duehring (nascida como Jasmin Glaesser, Paderborn, Alemanha, 8 de julho de 1992) é uma desportista canadiana de origem alemão que compete no ciclismo na modalidade de pista, especialista nas provas de perseguição por equipas e pontuação.
Participou em dois Jogos Olímpicos de Verão, nos anos 2012 e 2016, obtendo na cada edição uma medalha de bronze na prova de perseguição por equipas: em Londres 2012 fazendo equipa com Tara Whitten e Gillian Carleton, e em Rio de Janeiro 2016 junto com Allison Beveridge, Kirsti Lay e Georgia Simmerling.
Ganhou 9 medalhas no Campeonato Mundial de Ciclismo em Pista entre os anos 2012 e 2018.

## Medalheiro internacional
| Jogos Olímpicos    | Jogos Olímpicos            | Jogos Olímpicos   | Jogos Olímpicos         |
| Ano                | Lugar                      | Medalha           | Competição              |
| ------------------ | -------------------------- | ----------------- | ----------------------- |
| 2012               | Londres ( Reino Unido)     | Medalha de bronze | Perseguição por equipas |
| 2016               | Rio de Janeiro ( Brasil)   | Medalha de bronze | Perseguição por equipas |
| Campeonato Mundial |                            |                   |                         |
| Ano                | Lugar                      | Medalha           | Competição              |
| 2012               | Melbourne ( Austrália)     | Medalha de prata  | Pontuação               |
| 2012               | Melbourne ( Austrália)     | Medalha de bronze | Perseguição por equipas |
| 2013               | Minsk ( Bielorrússia)      | Medalha de bronze | Perseguição por equipas |
| 2014               | Cali ( Colômbia)           | Medalha de prata  | Perseguição por equipas |
| 2014               | Cali ( Colômbia)           | Medalha de bronze | Pontuação               |
| 2015               | Saint-Quentin ( França)    | Medalha de bronze | Perseguição por equipas |
| 2016               | Londres ( Reino Unido)     | Medalha de prata  | Perseguição por equipas |
| 2016               | Londres ( Reino Unido)     | Medalha de prata  | Pontuação               |
| 2018               | Apeldoorn ( Países Baixos) | Medalha de bronze | Pontuação               |

## Palmarés
2013
- 3.ª no Campeonato do Canadá Contrarrelógio

2014
- 2.ª no Campeonato do Canadá Contrarrelógio

2015
- 2.ª no Campeonato do Canadá Contrarrelógio
- 2.ª no Campeonato Contrarrelógio dos Jogos Panamericanos[4]
- Campeonato em Estrada dos Jogos Panamericanos

2016
- 1 etapa do Tour de Gila